# Медвежий (полуостров)
Медвежий — полуостров на северо-востоке острова Итуруп, на территории Сахалинской области России. Длина полуострова достигает 55 км, ширина 26 км.
От основной части острова полуостров отделён Ветровым перешейком. На востоке разделяется на две части, между которыми находится бухта Медвежья. Северная часть с востока оканчивается мысом Илья Муромец, на ней простирается хребет Камуй с вулканом Демон и горой Камуй — высочайшей точкой полуострова. В южной части, которая оканчивается на востоке мысом Тигров Хвост, расположен Медвежий хребет с вулканами Меньший Брат, Кудрявый и горой Медвежья. В юго-западной части полуострова находится хребет Крубера.
С юго-востока на северо-запад полуостров пересекает река Славная, в середине течения которой расположено озеро Славное. На северо-востоке полуострова находится водопад Илья Муромец.
На полуострове расположены нежилые населённые пункты Активный, Славное, Сентябрьский, Ветровое.
Среди деревьев преобладает берёза.